# Lista de episódios de Glee

Logotipo da série.

Glee é uma série de televisão musical de comédia-drama que é transmitida pela rede Fox. Ela foi criada por Ryan Murphy, Brad Falchuk e Ian Brennan. O episódio piloto da série foi ao ar em 19 de maio de 2009, e o resto da temporada começou em 9 de setembro de 2009. A Fox inicialmente encomendou treze episódios de Glee, sendo que a série só teve uma temporada completa anunciada dia 21 de setembro de 2009. O restante da primeira temporada foi ao ar por nove semanas consecutivas a partir de 13 de Abril de 2010 terminando em 8 de junho de 2010, quando o final da temporada foi ao ar. A série completou sua quinta temporada no dia 13 de maio de 2014, e iniciou a sua sexta e última temporada em 9 de Janeiro de 2015.
A série se concentra em um clube do coral de um colegial, também conhecido como um clube glee, na fictícia William McKinley High School, em Lima, Ohio. Will Schuester (Matthew Morrison) assume a direção clube glee após o ex-professor (Stephen Tobolowsky) é denunciado por ter tido um contato inadequado com um estudante do sexo masculino. Com um grupo de adolescentes desajustados, Will tenta restaurar o clube glee à sua antiga glória, enquanto cria sentimentos pela sua colega de trabalho Emma (Jayma Mays), além de estar sempre defendendo a existência do clube para a treinadora das animadoras de torcida, Sue Sylvester (Jane Lynch). O foco principal da série sãos os alunos do clube glee: seus relacionamentos como casais, seu amor pela música e desejo de popularidade entrando em conflito devido à sua filiação no clube e a preocupação com o status. A série mostra também as muitas dificuldades encontradas em ser um adolescente no ensino médio.
Em 20 de Março de 2015 foi exibido o final de Glee totalizando 121 episódios.

## Resumo
| Temporada | Temporada | Episódios | Episódios | Originalmente exibido  | Originalmente exibido |
| Temporada | Temporada | Episódios | Episódios | Estreia da temporada   | Final da temporada    |
| --------- | --------- | --------- | --------- | ---------------------- | --------------------- |
|           | 1         | 22        | 22        | 19 de maio de 2009     | 8 de junho de 2010    |
|           | 2         | 22        | 22        | 21 de setembro de 2010 | 24 de maio de 2011    |
|           | 3         | 22        | 22        | 20 de setembro de 2011 | 22 de maio de 2012    |
|           | 4         | 22        | 22        | 13 de setembro de 2012 | 9 de maio de 2013     |
|           | 5         | 20        | 20        | 26 de setembro de 2013 | 13 de maio de 2014    |
|           | 6         | 13        | 13        | 9 de janeiro de 2015   | 20 de março de 2015   |

## Episódios

### 1.ª Temporada: 2009-10
| N.º na série | N.º na temp. | Título                                             | Dirigido por        | Escrito por                              | Exibição original      | Cód. de produção | Audiência (milhões) |
| ------------ | ------------ | -------------------------------------------------- | ------------------- | ---------------------------------------- | ---------------------- | ---------------- | ------------------- |
| 1            | 1            | "Pilot" "(Piloto)" (BR)                            | Ryan Murphy         | Ryan Murphy & Brad Falchuk & Ian Brennan | 19 de maio de 2009     | 1ARC79           | 9.62                |
| 2            | 2            | "Showmance" "(Romance no Ar)" (BR)                 | Ryan Murphy         | Ryan Murphy & Brad Falchuk & Ian Brennan | 9 de setembro de 2009  | 1ARC01           | 7,30                |
| 3            | 3            | "Acafellas" "(Acafellas)" (BR)                     | John Scott          | Ryan Murphy                              | 16 de setembro de 2009 | 1ARC02           | 6,64                |
| 4            | 4            | "Preggers" "(Grávidas)" (BR)                       | Brad Falchuk        | Brad Falchuk                             | 23 de setembro de 2009 | 1ARC03           | 6,63                |
| 5            | 5            | "The Rhodes Not Taken" "(Uma Segunda Chance)" (BR) | John Scott          | Ian Brennan                              | 30 de setembro de 2009 | 1ARC04           | 7,4                 |
| 6            | 6            | "Vitamin D" "(Vitamina D)" (BR)                    | Elodie Keene        | Ryan Murphy                              | 7 de outubro de 2009   | 1ARC05           | 7,28                |
| 7            | 7            | "Throwdown" "(A Separação)" (BR)                   | Ryan Murphy         | Brad Falchuk                             | 14 de outubro de 2009  | 1ARC06           | 7,65                |
| 8            | 8            | "Mash-Up" "(Mistura Perfeita)" (BR)                | Elodie Keene        | Ian Brennan                              | 21 de outubro de 2009  | 1ARC07           | 7,15                |
| 9            | 9            | "Wheels" "(Cadeiras-de-Roda)" (BR)                 | Paris Barclay       | Ryan Murphy                              | 11 de novembro de 2009 | 1ARC08           | 7,53                |
| 10           | 10           | "Ballad" "(A Balada)" (BR)                         | Brad Falchuk        | Brad Falchuk                             | 18 de novembro de 2009 | 1ARC09           | 7,36                |
| 11           | 11           | "Hairography" "(Coreohairfia)" (BR)                | Bill D'Elia         | Ian Brennan                              | 25 de novembro de 2009 | 1ARC10           | 6,10                |
| 12           | 12           | "Mattress" "(Era uma Vez um Colchão)" (BR)         | Elodie Keene        | Ryan Murphy                              | 2 de dezembro de 2009  | 1ARC11           | 8,14                |
| 13           | 13           | "Sectionals" "(As Seccionais)" (BR)                | Brad Falchuk        | Brad Falchuk                             | 9 de dezembro de 2009  | 1ARC12           | 8,13                |
| 14           | 14           | "Hell-O" "(Alô)" (BR)                              | Brad Falchuk        | Ian Brennan                              | 13 de abril de 2010    | 1ARC13           | 13,66               |
| 15           | 15           | "The Power of Madonna" "(O Poder de Madonna)" (BR) | Ryan Murphy         | Ryan Murphy                              | 20 de abril de 2010    | 1ARC14           | 12,98               |
| 16           | 16           | "Home" "(Uma Nova Chance)" (BR)                    | Paris Barclay       | Brad Falchuk                             | 27 de abril de 2010    | 1ARC15           | 12,18               |
| 17           | 17           | "Bad Reputation" "(A Lista)" (BR)                  | Elodie Keene        | Ian Brennan                              | 4 de maio de 2010      | 1ARC16           | 11,62               |
| 18           | 18           | "Laryngitis" "(Minha Música)" (BR)                 | Alfonso Gomez-Rejon | Ryan Murphy                              | 11 de maio de 2010     | 1ARC17           | 11,57               |
| 19           | 19           | "Dream On" "(Os Sonhos)" (BR)                      | Joss Whedon         | Brad Falchuk                             | 18 de maio de 2010     | 1ARC18           | 11,59               |
| 20           | 20           | "Theatricality" "(Eu Sou O Que Sou)" (BR)          | Ryan Murphy         | Ryan Murphy                              | 25 de maio de 2010     | 1ARC19           | 11,49               |
| 21           | 21           | "Funk" "(Nós Queremos Funk)" (BR)                  | Elodie Keene        | Ian Brennan                              | 1 de junho de 2010     | 1ARC20           | 8,99                |
| 22           | 22           | "Journey [A]" "(Regionais)" (BR)                   | Brad Falchuk        | Brad Falchuk                             | 8 de junho de 2010     | 1ARC21           | 10,92               |

### 2.ª Temporada: 2010-11
The Sue Sylvester Shuffle (episodio 11), foi transmitido imediatamente após o Super Bowl XLV em 6 de Fevereiro de 2011, o episódio foi assistido por 26.8 milhões de pessoas nos EUA tendo as melhores avaliações em uma série de TV em 3 anos.
| N.º na série | N.º na temp. | Título                                                               | Dirigido por        | Escrito por                                                          | Exibição original       | Cód. de produção | Audiência (milhões) |
| ------------ | ------------ | -------------------------------------------------------------------- | ------------------- | -------------------------------------------------------------------- | ----------------------- | ---------------- | ------------------- |
| 23           | 1            | "Audition" "(A Audição)" (BR)                                        | Brad Falchuk        | Ian Brennan                                                          | 21 de setembro de 2010  | 2ARC01           | 12,45               |
| 24           | 2            | "Britney/Brittany" "(Britney e Brittany)" (BR)                       | Ryan Murphy         | Ryan Murphy                                                          | 28 de setembro de 2010  | 2ARC02           | 13,51               |
| 25           | 3            | "Grilled Cheesus" "(Fé)" (BR)                                        | Alfonso Gomez-Rejon | Brad Falchuk                                                         | 5 de outubro de 2010    | 2ARC03           | 11,20               |
| 26           | 4            | "Duets" "(Duetos)" (BR)                                              | Eric Stoltz         | Ian Brennan                                                          | 12 de outubro de 2010   | 2ARC04           | 11,36               |
| 27           | 5            | "The Rocky Horror Glee Show" "(O Show de Rocky Horror do Glee)" (BR) | Adam Shankman       | História por : Ryan Murphy & Tim Wollaston Roteiro por : Ryan Murphy | 26 de outubro de 2010   | 2ARC05           | 11,76               |
| 28           | 6            | "Never Been Kissed" "(Nunca Fui Beijado)" (BR)                       | Bradley Buecker     | Brad Falchuk                                                         | 9 de novembro de 2010   | 2ARC06           | 10,99               |
| 29           | 7            | "The Substitute" "(A Substituta)" (BR)                               | Ryan Murphy         | Ian Brennan                                                          | 16 de novembro de 2010  | 2ARC07           | 11,70               |
| 30           | 8            | "Furt" "(O Casamento)" (BR)                                          | Carol Banker        | Ryan Murphy                                                          | 23 de novembro de 2010  | 2ARC08           | 10,38               |
| 31           | 9            | "Special Education" "(A Nova Seccional)" (BR)                        | Paris Barclay       | Brad Falchuk                                                         | 30 de novembro de 2010  | 2ARC09           | 11,68               |
| 32           | 10           | "A Very Glee Christmas" "(Feliz Natal)" (BR)                         | Alfonso Gomez-Rejon | Ian Brennan                                                          | 7 de dezembro de 2010   | 2ARC10           | 11,07               |
| 33           | 11           | "The Sue Sylvester Shuffle" "(A Queda de Sue Sylvester)" (BR)        | Brad Falchuk        | Ian Brennan                                                          | 6 de fevereiro de 2011  | 2ARC11           | 26,80               |
| 34           | 12           | "Silly Love Songs" "(Canções de Amor)" (BR)                          | Tate Donovan        | Ryan Murphy                                                          | 8 de fevereiro de 2011  | 2ARC12           | 11,58               |
| 35           | 13           | "Comeback" "(A Volta)" (BR)                                          | Bradley Buecker     | Ryan Murphy                                                          | 15 de fevereiro de 2011 | 2ARC13           | 10,53               |
| 36           | 14           | "Blame It on the Alcohol" "(A Culpa é do Álcool)" (BR)               | Eric Stolz          | Brad Falchuk                                                         | 22 de fevereiro de 2011 | 2ARC14           | 10,58               |
| 37           | 15           | "Sexy" "(Sexy)" (BR)                                                 | Ryan Murphy         | Brad Falchuk                                                         | 8 de março de 2011      | 2ARC15           | 11,92               |
| 38           | 16           | "Original Song" "(Canção Original)" (BR)                             | Bradley Buecker     | Ryan Murphy                                                          | 15 de março de 2011     | 2ARC16           | 11,15               |
| 39           | 17           | "A Night of Neglect" "(A Noite da Negligência)" (BR)                 | Ian Brennan         | Carol Banker                                                         | 19 de abril de 2011     | 2ARC17           | 9,80                |
| 40           | 18           | "Born This Way" "(Eu Nasci Assim)" (BR)                              | Alfonso Gomez-Rejon | Brad Falchuk                                                         | 26 de abril de 2011     | 2ARC18           | 8,62                |
| 41           | 19           | "Rumours" "(Boatos)" (BR)                                            | Tim Hunter          | Ryan Murphy                                                          | 3 de maio de 2011       | 2ARC19           | 8,85                |
| 42           | 20           | "Prom Queen" "(A Rainha do Baile)" (BR)                              | Eric Stoltz         | Ian Brennan                                                          | 10 de maio de 2011      | 2ARC20           | 9,29                |
| 43           | 21           | "Funeral" "(O Funeral)" (BR)                                         | Bradley Buecker     | Ryan Murphy                                                          | 17 de maio de 2011      | 2ARC21           | 8,97                |
| 44           | 22           | "New York" "(Nova York)" (BR)                                        | Brad Falchuk        | Brad Falchuk                                                         | 24 de maio de 2011      | 2ARC22           | 11,80               |

### 3.ª Temporada: 2011-12
| N.º na série | N.º na temp. | Título                                                              | Dirigido por        | Escrito por            | Exibição original       | Cód. de produção | Audiência (milhões) |
| ------------ | ------------ | ------------------------------------------------------------------- | ------------------- | ---------------------- | ----------------------- | ---------------- | ------------------- |
| 45           | 1            | "The Purple Piano Project" "(O Projeto Piano Roxo)" (BR)            | Eric Stoltz         | Brad Falchuk           | 20 de setembro de 2011  | 3ARC01           | 9,21                |
| 46           | 2            | "I Am Unicorn" "(Eu Sou Um Unicórnio)" (BR)                         | Brad Falchuk        | Ryan Murphy            | 27 de setembro de 2011  | 3ARC02           | 8,60                |
| 47           | 3            | "Asian F" "(O Zero Asiático)" (BR)                                  | Alfonso Gomez-Rejon | Ian Brennan            | 4 de outubro de 2011    | 3ARC03           | 8,42                |
| 48           | 4            | "Pot O' Gold" "(Pote de Ouro)" (BR)                                 | Adam Shankman       | Ali Adler              | 1 de novembro de 2011   | 3ARC04           | 7,47                |
| 49           | 5            | "The First Time" "(A Primeira Vez)" (BR)                            | Bradley Buecker     | Roberto Aguirre-Sacasa | 8 de novembro de 2011   | 3ARC05           | 6,91                |
| 50           | 6            | "Mash Off" "(Batalha de Remixes)" (BR)                              | Eric Stoltz         | Michael Hitchcock      | 15 de novembro de 2011  | 3ARC06           | 7,08                |
| 51           | 7            | "I Kissed a Girl" "(Beijei Uma Garota)" (BR)                        | Tate Donovan        | Matthew Hodgson        | 29 de novembro de 2011  | 3ARC07           | 7,90                |
| 52           | 8            | "Hold On to Sixteen" "(Agarre-se aos Seus 16 Anos)" (BR)            | Bradley Buecker     | Ross Maxwell           | 6 de dezembro de 2011   | 3ARC08           | 7,11                |
| 53           | 9            | "Extraordinary Merry Christmas" "(Feliz Natal Extraordinário)" (BR) | Matthew Morrison    | Marti Noxon            | 13 de dezembro de 2011  | 3ARC09           | 7,13                |
| 54           | 10           | "Yes/No" "(Sim/Não)" (BR)                                           | Eric Stoltz         | Brad Falchuk           | 17 de janeiro de 2012   | 3ARC10           | 7,50                |
| 55           | 11           | "Michael" "(Michael)" (BR)                                          | Alfonso Gomez-Rejon | Ryan Murphy            | 31 de janeiro de 2012   | 3ARC11           | 9,07                |
| 56           | 12           | "The Spanish Teacher" "(O Professor de Espanhol)" (BR)              | Paris Barclay       | Ian Brennan            | 7 de fevereiro de 2012  | 3ARC12           | 7,81                |
| 57           | 13           | "Heart" "(Coração)" (BR)                                            | Brad Falchuk        | Ali Adler              | 14 de fevereiro de 2012 | 3ARC13           | 6,99                |
| 58           | 14           | "On My Way" "(A Caminho)" (BR)                                      | Bradley Buecker     | Roberto Aguirre-Sacasa | 21 de fevereiro de 2012 | 3ARC14           | 7,46                |
| 59           | 15           | "Big Brother" "(Irmão Mais Velho)" (BR)                             | Eric Stoltz         | Michael Hitchcock      | 10 de abril de 2012     | 3ARC15           | 6,76                |
| 60           | 16           | "Saturday Night Glee-ver" "(Os Gleembalos de Sábado à Noite)" (BR)  | Bradley Buecker     | Matthew Hodgson        | 17 de abril de 2012     | 3ARC16           | 6,23                |
| 61           | 17           | "Dance with Somebody" "(Dançando com Alguém)" (BR)                  | Paris Barclay       | Ross Maxwell           | 24 de abril de 2012     | 3ARC17           | 6,90                |
| 62           | 18           | "Choke" "(Trava)" (BR)                                              | Michael Uppendahl   | Marti Noxon            | 1 de maio de 2012       | 3ARC18           | 6,01                |
| 63           | 19           | "Prom-a-saurus" "(Bailessauro)" (BR)                                | Eric Stoltz         | Ryan Murphy            | 8 de maio de 2012       | 3ARC19           | 6,67                |
| 64           | 20           | "Props" "(Acessórios)" (BR)                                         | Ian Brennan         | Ian Brennan            | 15 de maio de 2012      | 3ARC20           | 6,09                |
| 65           | 21           | "Nationals" "(Nacionais)" (BR)                                      | Eric Stoltz         | Ali Adler              | 15 de maio de 2012      | 3ARC21           | 6,03                |
| 66           | 22           | "Goodbye" "(Adeus)" (BR)                                            | Brad Falchuk        | Brad Falchuk           | 22 de maio de 2012      | 3ARC22           | 7,46                |

### 4.ª Temporada: 2012-13
| N.º na série | N.º na temp. | Título                                                                       | Dirigido por        | Escrito por                    | Exibição original       | Cód. de produção | Audiência (milhões) |
| ------------ | ------------ | ---------------------------------------------------------------------------- | ------------------- | ------------------------------ | ----------------------- | ---------------- | ------------------- |
| 67           | 1            | "The New Rachel" "(A Nova Rachel)" (BR)                                      | Brad Falchuk        | Ryan Murphy                    | 13 de setembro de 2012  | 4ARC01           | 7.41                |
| 68           | 2            | "Britney 2.0" "(Britney 2.0)" (BR)                                           | Alfonso Gomez-Rejon | Brad Falchuk                   | 20 de setembro de 2012  | 4ARC02           | 7.46                |
| 69           | 3            | "Makeover" "(Transformação)" (BR)                                            | Eric Stoltz         | Ian Brennan                    | 27 de setembro de 2012  | 4ARC03           | 5.79                |
| 70           | 4            | "The Break Up" "(Término)" (BR)                                              | Alfonso Gomez-Rejon | Ryan Murphy                    | 4 de outubro de 2012    | 4ARC04           | 6.07                |
| 71           | 5            | "The Role You Were Born to Play" "(O Papel Que Você Nasceu Para Fazer)" (BR) | Brad Falchuk        | Michael Hitchcock              | 8 de novembro de 2012   | 4ARC05           | 5.68                |
| 72           | 6            | "Glease" "(Glease)" (BR)                                                     | Michael Uppendahl   | Roberto Aguirre-Sacasa         | 15 de novembro de 2012  | 4ARC06           | 5.22                |
| 73           | 7            | "Dynamic Duets" "(Duetos Dinâmicos)" (BR)                                    | Ian Brennan         | Ian Brennan                    | 22 de novembro de 2012  | 4ARC07           | 4.62                |
| 74           | 8            | "Thanksgiving" "(Ação de Graças)" (BR)                                       | Bradley Buecker     | Russel Friend & Garrett Lerner | 29 de novembro de 2012  | 4ARC08           | 5.39                |
| 75           | 9            | "Swan Song" "(Canção de Despedida)" (BR)                                     | Brad Falchuk        | Stacy Traub                    | 6 de dezembro de 2012   | 4ARC09           | 5.43                |
| 76           | 10           | "Glee, Actually" "(Simplesmente Glee)" (BR)                                  | Adam Shankman       | Matthew Hodgson                | 13 de dezembro de 2012  | 4ARC10           | 5.26                |
| 77           | 11           | "Sadie Hawkins" "(Sadie Hawkins)" (BR)                                       | Bradley Buecker     | Ross Maxwell                   | 24 de janeiro de 2013   | 4ARC11           | 6.79                |
| 78           | 12           | "Naked" "(Nu)" (BR)                                                          | Ian Brennan         | Ryan Murphy                    | 31 de janeiro de 2013   | 4ARC12           | 5.48                |
| 79           | 13           | "Diva" "(Diva)" (BR)                                                         | Paris Barclay       | Brad Falchuk                   | 7 de fevereiro de 2013  | 4ARC13           | 6.03                |
| 80           | 14           | "I Do" "(Eu Aceito)" (BR)                                                    | Brad Falchuk        | Ian Brennan                    | 14 de fevereiro de 2013 | 4ARC14           | 5.13                |
| 81           | 15           | "Girls (and Boys) On Film" "(Meninas e Meninos no Filme)" (BR)               | Ian Brennan         | Michael Hitchcock              | 7 de março de 2013      | 4ARC15           | 6.72                |
| 82           | 16           | "Feud" "(Rixa)" (BR)                                                         | Bradley Buecker     | Roberto Aguirre-Sacasa         | 14 de março de 2013     | 4ARC16           | 5.37                |
| 83           | 17           | "Guilty Pleasures" "(Prazeres Vergonhosos)" (BR)                             | Eric Stoltz         | Russel Friend & Garrett Lerner | 21 de março de 2013     | 4ARC17           | 5.91                |
| 84           | 18           | "Shooting Star" "(Disparando Pra Fama)" (BR)                                 | Bradley Buecker     | Matthew Hodgson                | 11 de abril de 2013     | 4ARC18           | 6.67                |
| 85           | 19           | "Sweet Dreams" "(Doces Sonhos)" (BR)                                         | Elodie Keene        | Ross Maxwell                   | 18 de abril de 2013     | 4ARC19           | 6.14                |
| 86           | 20           | "Lights Out" "(No Escuro)" (BR)                                              | Paris Barclay       | Ryan Murphy                    | 25 de abril de 2013     | 4ARC20           | 5.24                |
| 87           | 21           | "Wonder-ful" "(Maravilhoso)" (BR)                                            | Wendey Stanzler     | Brad Falchuk                   | 2 de maio de 2013       | 4ARC21           | 5.19                |
| 88           | 22           | "All or Nothing" "(Tudo ou Nada)" (BR)                                       | Bradley Buecker     | Ian Brennan                    | 9 de maio de 2013       | 4ARC22           | 5.92                |

### 5.ª Temporada: 2013-14
| N.º na série | N.º na temp. | Título                                                                            | Dirigido por    | Escrito por                              | Exibição original       | Cód. de produção | Audiência (milhões) |
| ------------ | ------------ | --------------------------------------------------------------------------------- | --------------- | ---------------------------------------- | ----------------------- | ---------------- | ------------------- |
| 89           | 1            | "Love, Love, Love" "(Amor, Amor, Amor)" (BR)                                      | Bradley Buecker | Brad Falchuk                             | 26 de setembro de 2013  | 5ARC01           | 5.06                |
| 90           | 2            | "Tina in the Sky with Diamonds" "(Tina No Céu Com Diamantes)" (BR)                | Ian Brennan     | Ian Brennan                              | 3 de outubro de 2013    | 5ARC02           | 4.42                |
| 91           | 3            | "The Quarterback" "(Lembranças do Finn)" (BR)                                     | Brad Falchuk    | Ryan Murphy & Brad Falchuk & Ian Brennan | 10 de outubro de 2013   | 5ARC03           | 7.39                |
| 92           | 4            | "A Katy or a Gaga" "(A Katy ou a Gaga)" (BR)                                      | Ian Brennan     | Russel Friend & Garrett Lerner           | 7 de novembro de 2013   | 5ARC04           | 4.01                |
| 93           | 5            | "The End of Twerk" "(O Fim do Twerk)" (BR)                                        | Wendey Stanzler | Michael Hitchcock                        | 14 de novembro de 2013  | 5ARC05           | 4.22                |
| 94           | 6            | "Movin' Out" "(Me Mudando)" (BR)                                                  | Brad Falchuk    | Roberto Aguirre-Sacasa                   | 21 de novembro de 2013  | 5ARC06           | 4.09                |
| 95           | 7            | "Puppet Master" "(O Manipulador de Fantoches)" (BR)                               | Paul McCrane    | Matthew Hodgson                          | 28 de novembro de 2013  | 5ARC07           | 2.84                |
| 96           | 8            | "Previously Unaired Christmas" "(O Natal Não Exibido Anteriormente)" (BR)         | Wendey Stanzler | Ross Maxwell                             | 5 de dezembro de 2013   | 5ARC08           | 3.29                |
| 97           | 9            | "Frenemies" "(Aminimigos)" (BR)                                                   | Bradley Buecker | Ned Martel                               | 25 de fevereiro de 2014 | 5ARC09           | 2.99                |
| 98           | 10           | "Trio" "(A Três)" (BR)                                                            | Ian Brennan     | Rivka Sophia Rossi                       | 4 de março de 2014      | 5ARC10           | 2.68                |
| 99           | 11           | "City of Angels" "(Cidade dos Anjos)" (BR)                                        | Elodie Keene    | Jessica Meyer                            | 11 de março de 2014     | 5ARC11           | 2.30                |
| 100          | 12           | "100" "(100)" (BR)                                                                | Paris Barclay   | Ryan Murphy & Brad Falchuk & Ian Brennan | 18 março de 2014        | 5ARC12           | 2.80                |
| 101          | 13           | "New Directions" "(Novas Direções)" (BR)                                          | Brad Falchuk    | Brad Falchuk                             | 25 de março de 2014     | 5ARC13           | 2.68                |
| 102          | 14           | "New New York" "(Nova Nova York)" (BR)                                            | Sanaa Hamri     | Ryan Murphy                              | 1 de abril de 2014      | 5ARC14           | 2.59                |
| 103          | 15           | "Bash" "(Pancada)" (BR)                                                           | Brad Buecker    | Ian Brennan                              | 8 de abril de 2014      | 2ARC15           | 2.78                |
| 104          | 16           | "Tested" "(Testado)" (BR)                                                         | Paul McCrane    | Russel Friend & Garrett Lerner           | 15 de abril de 2014     | 5ARC16           | 2.44                |
| 105          | 17           | "Opening Night" "(Noite de Estréia)" (BR)                                         | Eric Stoltz     | Michael Hitchcock                        | 22 de abril de 2014     | 5ARC17           | 2.45                |
| 106          | 18           | "The Back-Up Plan" "(O Plano B)" (BR)                                             | Ian Brennan     | Roberto Aguirre-Sacasa                   | 29 de abril de 2014     | 5ARC18           | 2.41                |
| 107          | 19           | "Old Dog, New Tricks" "(Cães Antigos, Truques Novos)" (BR)                        | Bradley Buecker | Chris Colfer                             | 6 de maio de 2014       | 5ARC19           | 2.10                |
| 108          | 20           | "The Untitled Rachel Berry Project" "(O Projeto Sem Título de Rachel Berry)" (BR) | Brad Falchuk    | Matthew Hodgson                          | 13 de maio de 2014      | 5ARC20           | 1.87                |

### 6.ª Temporada: 2015
| N.º na série | N.º na temp. | Título                                                                          | Dirigido por                  | Escrito por                             | Exibição original       | Cód. de produção | Audiência (milhões) |
| ------------ | ------------ | ------------------------------------------------------------------------------- | ----------------------------- | --------------------------------------- | ----------------------- | ---------------- | ------------------- |
| 109          | 1            | "Loser Like Me" "(Um Perdedor Como Eu)" (BR)                                    | Bradley Buecker               | Ryan Murphy, Brad Falchuk e Ian Brennan | 9 de janeiro de 2015    | 6ARC01           | 2.34                |
| 110          | 2            | "Homecoming" "(De Volta)" (BR)                                                  | Bradley Buecker               | Ryan Murphy                             | 9 de janeiro de 2015    | 6ARC02           | 2.34                |
| 111          | 3            | "Jagged Little Tapestry" "(Uma Tapeçaria Difícil de Tecer)" (BR)                | Paul McCrane                  | Brad Falchuk                            | 16 de janeiro de 2015   | 6ARC03           | 1.98                |
| 112          | 4            | "The Hurt Locker, Part One" "(O Armário Da Dor - Parte Um)" (BR)                | Ian Brennan                   | Ian Brennan                             | 23 de janeiro de 2015   | 6ARC04           | 1.82                |
| 113          | 5            | "The Hurt Locker, Part Two" "(O Armário Da Dor - Parte Dois)" (BR)              | Barbara Brown                 | Ian Brennan                             | 30 de janeiro de 2015   | 6ARC05           | 1.85                |
| 114          | 6            | "What the World Needs Now" "(Do que o Mundo Precisa)" (BR)                      | Barbara Brown                 | Michael Hitchcock                       | 6 de fevereiro de 2015  | 6ARC06           | 1.58                |
| 115          | 7            | "Transitioning" "(Transição)" (BR)                                              | Dante Di Loreto               | Matthew Hodgson                         | 13 de fevereiro de 2015 | 6ARC07           | 1.81                |
| 116          | 8            | "A Wedding" "(Um Casamento)" (BR)                                               | Bradley Buecker e Ian Brennan | Ross Maxwell                            | 20 de fevereiro de 2015 | 6ARC08           | 1.86                |
| 117          | 9            | "Child Star" "(Criança Prodígio)" (BR)                                          | Michael Hitchcock             | Ned Martel                              | 27 de fevereiro de 2015 | 6ARC10           | 1.69                |
| 118          | 10           | "The Rise and Fall of Sue Sylvester" "(Ascensão e Queda de Sue Sylvester)" (BR) | Anthony Hemingway             | Jessica Meyer                           | 6 de março de 2015      | 6ARC11           | 1.81                |
| 119          | 11           | "We Built This Glee Club" "(Nos Fizemos Este Clube Glee)" (BR)                  | Joaquin Sedillo               | Aristotle Kousakis                      | 13 de março de 2015     | 6ARC12           | 2.02                |
| 120          | 12           | "2009" "(2009)" (BR)                                                            | Paris Barclay                 | Ryan Murphy, Brad Falchuk e Ian Brennan | 20 de março de 2015     | 6ARC09           | 2.69                |
| 121          | 13           | "Dreams Come True" "(Sonhos Viram Realidade)" (BR)                              | Bradley Buecker               | Ryan Murphy, Brad Falchuk e Ian Brennan | 20 de março de 2015     | 6ARC13           | 2.54                |